# Venijamin (Tupeka)
Venijamin (světským jménem: Vital Ivanavič Tupeka; * 16. září 1968, Luniněc) je běloruský duchovní Běloruské pravoslavné církve, metropolita minský a slucký a patriarchální exarcha celého Běloruska.

## Život
Narodil se 16. září 1968 v Luninci.
Po střední škole nastoupil na fakultu radiofyziky a elektroniky Běloruské státní univerzity. Absolvoval povinnou vojenskou službu a roku 1992 nastoupil na Minský duchovní seminář. O dva roky později byl přijat mezi bratry Žyrovického monastýru.
Dne 16. prosince 1994 byl archimandritou Guryjem (Apalkou) postřižen na monacha se jménem Venijamin na počest svatého mučedníka Veniamina (Kazanského).
Dne 9. ledna 1995 jej metropolita minský a slucký Filaret (Vachromejev) rukopoložil na jerodiákona a 13. února na jeromonacha.
Dne 20. června 1996 byl jmenován pokladníkem monastýru.
Po semináři nastoupil na Minskou duchovní akademii.
Dne 14. prosince 1999 byl povýšen na igumena.
Dne 12. ledna 2005 se stal blagočinným Žyrovického monastýru.
Dne 20. května 2006 byl povýšen na archimandritu.
Dne 1. července 2009 byl ustanoven představeným Ljadenského monastýru.
Dne 5. března 2010 jej Svatý synod ustanovil biskupem borisovským a vikářem minské eparchie. Dne 20. března byl oficiálně jmenován biskupem a následující den proběhla v chrámu Krista Spasitele v Moskvě jeho biskupská chirotonie. Hlavním světitelem byl patriarcha moskevský a celé Rusi Kirill.
Působil jako předseda vydavatelského oddělení Běloruské pravoslavné církve a jako člen církevního soudu.
Dne 23. října 2014 byl v souvislosti se zřízením samostatné borisovské eparchie jmenován jejím eparchiálním biskupem.
Dne 19. listopadu 2014 se stal členem Synodu Běloruské pravoslavné církve.
Dne 25. srpen 2020 byl Svatým synodem jmenován metropolitou minským a sluckým, patriarchálním exarchou celého Běloruska. Dne 6. září 2020 byl povýšen na metropolitu.